# Henry Henriksen
Henry Henriksen (25 agosto 1921 – 17 gennaio 1984) è stato un calciatore norvegese, di ruolo difensore.

## Carriera

### Club
Henriksen giocò con la maglia del Kvik.

### Nazionale
Conta una presenza per la Norvegia. Il 19 giugno 1949, infatti, fu schierato in campo nella sfida persa per 1-3 contro la Jugoslavia.